# 唯一思想体系
唯一思想体系（ゆいいつしそうたいけい、朝鮮語: 유일사상체계）とは、1967年6月28日から7月3日にかけて開催された朝鮮労働党中央委員会第4期第16回総会において、同党が採択した指導理念。

## 解説
金日成が提唱した主体思想（チュチェ思想）を導入したことにより、朝鮮民主主義人民共和国（北朝鮮）に於ける金日成への個人崇拝が始まった。
東京大学教授の和田春樹は、「1960年代前半の労働新聞はソ連・東欧諸国の共産党機関紙と変わりがないのに、1960年代後半の労働新聞は明らかに異なる」と述べている。
成立の背景には、1956年のニキータ・フルシチョフ第一書記によるスターリン批判とそれに続く8月宗派事件や、1950年代末から1960年代にかけて表面化した･中ソ対立や、大韓民国の初代李承晩大統領による北進統一政策継承･堅持、及び1961年の5・16軍事クーデターによって成立した朴正煕政権（事実上の開発独裁体制）の登場があった。
1972年12月27日、朝鮮民主主義人民共和国社会主義憲法が制定され、主体思想は同国で認定される唯一の思想であることが明文化された。